# Tirpitz (bojna ladja)
Tirpitz je bila ena izmed dveh nemških bojnih ladij tipa Bismarck. Njena sestrska ladja je bila znana nemška bojna ladja Bismarck, ki je bila potopljena 27. maja 1941. Ladja je ime dobila po nemškem admiralu Alfredu von Tirpitzu. Njena gradnja se je začela 2. novembra 1936, leta 1939 je bila ladja splovljena, 1941 pa pripravljena za uporabo. Sprva so jo nameravali uporabiti za napade na zavezniške atlantske konvoje, po potopitvi Bismarcka pa jo je Hitler ukazal premestiti v norveške vode, kjer bi napadala arktične konvoje. Zavezniki so se dobro zavedali njene moči zato so jo že od samega začetka poizkušali potopiti ali pa vsaj trajno onesposobiti. Ladja je tako vse do svoje potopitve, 12. novembra 1944, postala tarča različnih letalskih, podmorniških in sabotažnih akcij.